# Biri Island
Biri Island ist eine Insel in der Provinz Northern Samar auf den Philippinen. Sie gehört zum Inselarchipel der Balicuartro Islands und liegt etwa 24 km vor der Nordküste der Insel Samar, am östlichen Ausgang der San-Bernardino-Straße in die Philippinensee. Die Insel hat eine Fläche von circa 18 km² und wird von der gleichnamigen Stadtgemeinde Biri verwaltet.
Biri Island ist die nördlichste der Balicuartro Islands und hat eine länglich pfeilförmige Form mit einer Länge von etwa 8 km und einer Breite von rund 2,5 km. Die Küstenlinie der Insel wird von steilen Felskliffen und kleineren flachen Buchten geprägt. Die Topographie der Insel wird von einer flachhügeligen Landschaft gekennzeichnet, im südlichen Inselzentrum steigt das Gelände bis auf über 100 Meter über den Meeresspiegel an. Der Pflanzenwuchs der Insel besteht teilweise aus dichter tropischer Vegetation, teilweise aber auch aus intensiv landwirtschaftlich genutzten Flächen.
An der Nordostküste liegen die Felsenformation Magasang und Bel-at, die mehrere kleine Felsen umfasst und symmetrisch vor der Küste aufgereiht aus dem Meer emporragen. Diese Felsenformationen wurden durch mehrere Filmproduktionen auf den Philippinen bekannt. Am 23. und 24. Juni jeden Jahres findet auf der Insel das Kaway Festival statt.
Nördlich liegt San Bernardino Island in etwa 23 km, südwestlich liegt Macarite Island in 4 km, südlich liegt Cagnipa Island in rund 5 km Entfernung von der Insel. Die Insel kann mit dem Schiff über den Hafen von Lavezares erreicht werden, die Überfahrt dauert ca. eine Stunde.